# Gát tartomány
Gát tartomány (arabul شعبية غات [Šaʿbiyyat Ġāt]) Líbia huszonkét tartományának egyike. A történelmi Fezzán régióban, az ország délnyugati részén fekszik: északon és északkeleten Vádi es-Sáti tartomány, keleten Vádi el-Haját tartomány, délkeleten Murzuk tartomány, délen és nyugaton pedig Algéria határolja. Székhelye Gát városa. Lakossága a 2006-os népszámlálás adatai szerint 23 518 fő.

## Fordítás
Ez a szócikk részben vagy egészben  a   Libyen#Verwaltungsgliederung című német Wikipédia-szócikk ezen változatának fordításán alapul.  Az eredeti cikk szerkesztőit annak laptörténete sorolja fel. Ez a jelzés csupán a megfogalmazás eredetét és a szerzői jogokat jelzi, nem szolgál a cikkben szereplő információk forrásmegjelöléseként.